# Tim Vos
Tim Vos (* 25. Oktober 1969 in Balen) ist ein ehemaliger belgischer Eishockeyspieler, der zuletzt bis 2017 bei den Phantoms Antwerp unter Vertrag stand und mit dem Klub seit 2015 in der belgisch-niederländischen BeNe League spielte. Seit 2017 ist er Trainer der belgischen Frauennationalmannschaft.

## Karriere
Tim Vos, der im flandrischen Balen geboren wurde, begann seine Karriere in benachbarten Geel, bei den dortigen Griffoens, wo er mehrere Jahre in der Ehrendivision spielte und 2000 belgischer Pokalsieger wurde. 1995 ging er in die Niederlande, wo er zunächst zwei Jahre für die Eaters Geleen und, nach deren Rückzug, vier Jahre für die Tilburg Trappers in der niederländischen Ehrendivision spielte. 2001 wurde er mit den Nordbrabantern niederländischer Landesmeister und Pokalsieger. Anschließend kehrte er für eine Spielzeit zu seinem Stammverein nach Geel zurück, ehe er die Spielzeit 2002/03 erneut bei den Eaters aus Geleen verbrachte. Von 2003 bis 2010 spielte er dann bei den Phantoms Antwerp wieder in der belgischen Ehrendivision und gewann mit ihnen 2005 den belgischen Eishockeypokal. 2010 zog es ihn dann zum HYC Herentals, mit dem er 2012 nicht nur erneut den Pokalwettbewerb, sondern auch seinen ersten belgischen Landesmeistertitel errang und bei denen er neben den Einsätzen in der belgischen Liga auch am North Sea Cup teilnahm. Nachdem er von 2012 bis 2014 bei Olympia Heist op den Berg auf dem Eis stand, wechselte er erneut zu Phantoms Antwerp, mit denen er seit 2015 in der neugebildeten belgisch-niederländischen BeNe League spielt und 2015 im letzten Jahr der belgischen Ehrendivision Meister und Pokalsieger wurde. 2017 beendete er seine Karriere.

### International
Für die belgische Nationalmannschaft nahm Vos zunächst an den D-Weltmeisterschaften 1989, 1996, 1997, 1998, 1999 und 2000, den C-Weltmeisterschaften 1990, 1991 und 1992 sowie den C2-Weltmeisterschaften 1994 und 1995 und teil. Nach der Umstellung auf das heutige Divisionensystem spielte er bei den Weltmeisterschaften der Division II 2002, 2003, 2006, 2007, 2008, 2009 und 2010. Bei der Weltmeisterschaft 2004 spielte er mit den Belgiern in der Division I. Er ist bis heute Rekordspieler der belgischen Nationalmannschaft.

### Trainerlaufbahn
Nachdem Vos bereits in Heist op den Berg und Antwerpen Spielertrainer war, ist er seit der Weltmeisterschaft 2017 Cheftrainer der belgischen Frauen-Nationalmannschaft. Mit dieser stieg er 2022 in die Division IIB und 2023 in die Division IIA auf.

## Erfolge und Auszeichnungen
- 1989 Aufstieg in die C-Gruppe bei der D-Weltmeisterschaft
- 2000 Belgischer Pokalsieger mit den Griffoens Geel
- 2000 Aufstieg in die Division II bei der D-Weltmeisterschaft
- 2001 Niederländischer Meister und Pokalsieger mit den Tilburg Trappers
- 2003 Aufstieg in die Division I bei der Weltmeisterschaft der Division II, Gruppe B
- 2003 Torschützenkönig der Weltmeisterschaft der Division II, Gruppe B
- 2005 Belgischer Pokalsieger mit den Phantoms Antwerp
- 2012 Belgischer Meister und Pokalsieger mit HYC Herentals
- 2015 Belgischer Meister und Pokalsieger mit den Phantoms Antwerp

### Als Trainer
- 2022 Aufstieg in die Division II, Gruppe B, bei der Frauen-Weltmeisterschaft der Division III, Gruppe A
- 2023 Aufstieg in die Division II, Gruppe A, bei der Frauen-Weltmeisterschaft der Division II, Gruppe B